# Pozzo Strada (metropolitana di Torino)
Pozzo Strada è una fermata della metropolitana di Torino, sita in corso Francia, all'incrocio con Via Pozzo Strada, strada del Lionetto e via Gianfrancesco Re.

## Storia
La fermata è stata resa operativa il 4 febbraio 2006, data dell'inaugurazione della linea 1 metropolitana da XVIII Dicembre a Fermi.
Al suo interno, sono presenti le vetrofanie di Nespolo raffiguranti il mondo agreste che, come ricorda il nome della via presso la quale sorge la fermata, era predominante nella zona prima dell'espansione cittadina.

## Fermata

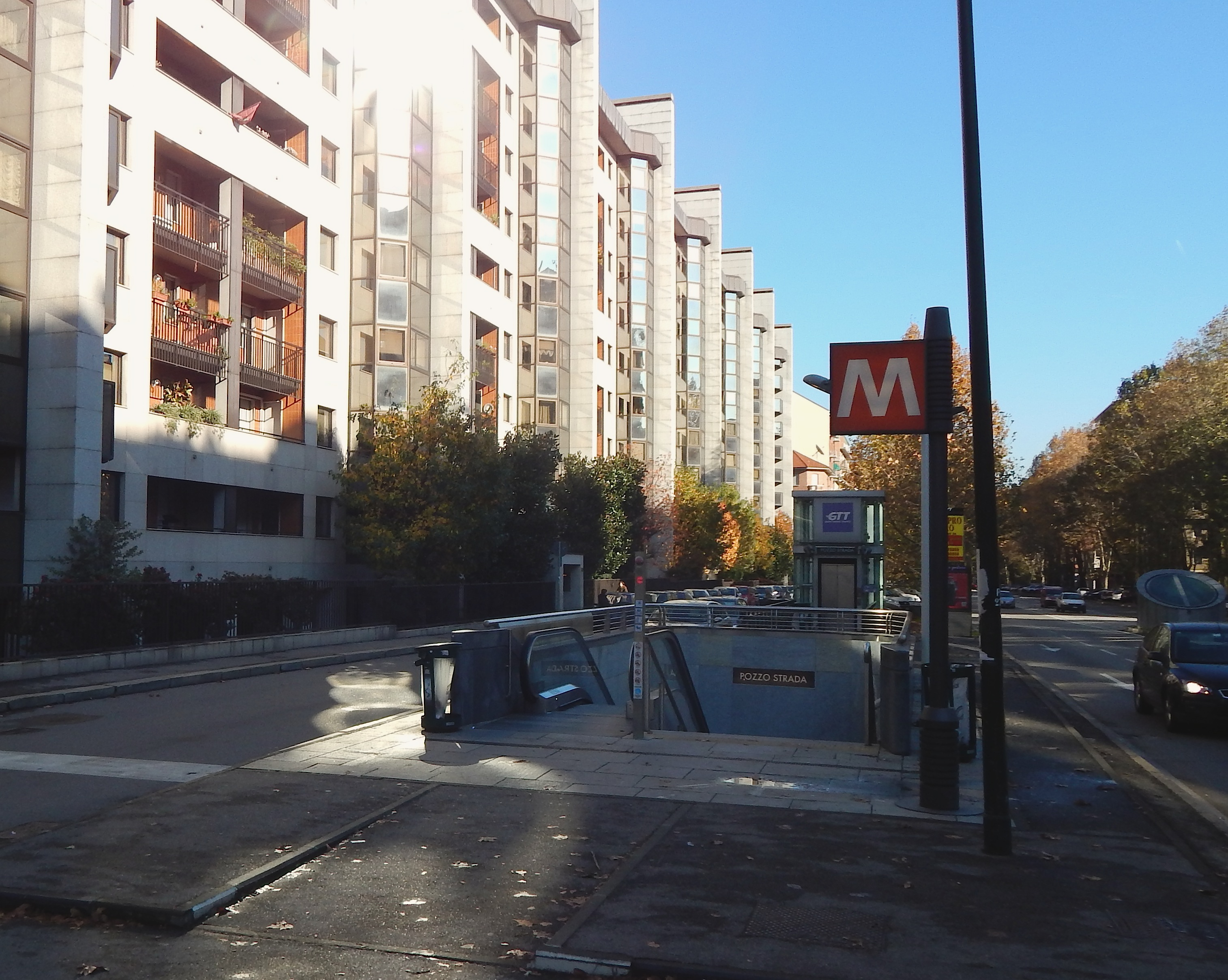
ingresso della fermata Pozzo Strada

La fermata è suddivisa in 2 varchi da uno verso Fermi e dall'altro verso Bengasi.

## Servizi
- Biglietteria automatica
- Accessibilità per portatori di handicap
- Ascensori
- Scale mobili
- Stazione video sorvegliata